# Salaryman
Salaryman (jap. サラリーマン, sararī man) ist ein japanischer Begriff für männliche Büroangestellte in renommierten Unternehmen, von denen bedingungslose Loyalität, Überstunden sowie über die Geschäftszeiten hinausgehendes Engagement erwartet wird. Er ist ein Scheinanglizismus (siehe Wasei-Eigo), zusammengesetzt aus den Wörtern „salary“ („Gehalt“) und „man“ („Mann“).
Geprägt durch die kulturell bedingte Angestelltenverpflichtung wird vom Salaryman erwartet, dass er zusammen mit Vorgesetzten an Aktivitäten wie Karaoke, Alkoholkonsum und dem Besuchen von zwielichtigen Etablissements des horizontalen Gewerbes teilnimmt. Die komplette Selbstaufgabe und Unterdrückung jeglicher Ausprägung von Individualität drängt den Salaryman in die komplette Abhängigkeit vom Arbeitgeber. Der damit verbundene Leistungsdruck führt Betroffene oft an die Grenzen der körperlichen Kapazität. Nicht selten führt dies auch zum Tod durch Suizid oder durch Überarbeitung (jap. karō shi). 
Das weibliche Gegenstück zum Salaryman ist die Office Lady, meist kurz OL (オーエル, ōeru, dt. „Bürodame“), eine weibliche Angestellte, die meist weniger Befugnis als ihre männlichen Kollegen hat. Dies ändert sich jedoch zunehmend: Frauen, die denselben Beruf wie ein Salaryman ausüben, werden als career woman (キャリアウーマン, kyaria ūman, dt. „Karrierefrau“) bezeichnet.